# ويكيبيديا الووية
ويكيبيديا الووية هي النسخة الووية من موسوعة ويكيبيديا.